# میگل آسین پالاسیوس

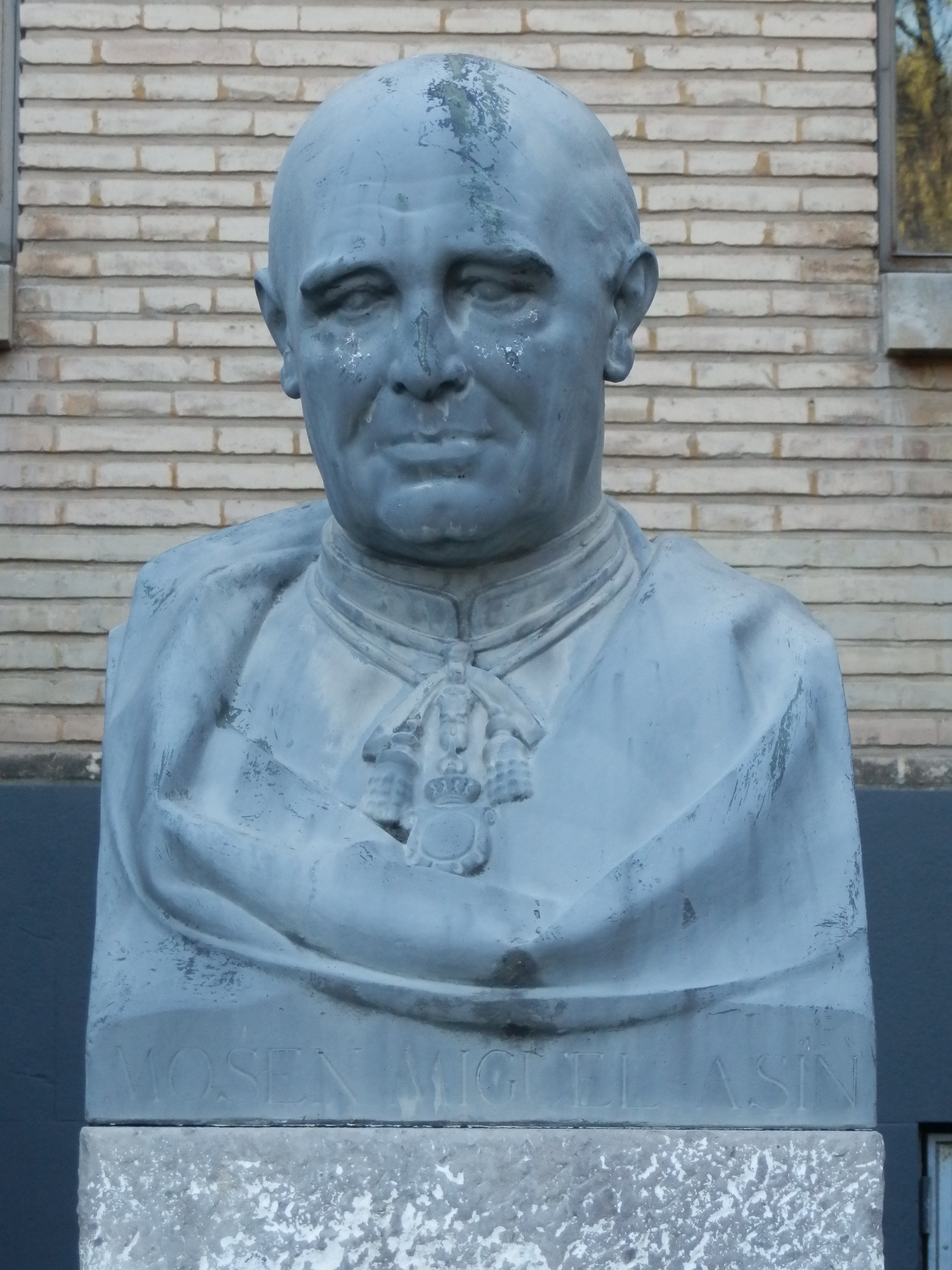
Mosen Miguel Asin

میگل آسین پالاسیوس (به انگلیسی: Miguel Asin Palacios) (۱۸۷۱–۱۹۴۴) خاورشناس اسپانیایی بود. او دارای آثاری در الهیات، فلسفه و باطنیون اسلامی است.